# Nancy Willard
Nancy Willard (Ann Arbor, 26 giugno 1936 – Poughkeepsie, 19 febbraio 2017) è stata una scrittrice e poetessa statunitense principalmente nota per il suo contributo nella letteratura per ragazzi.

## Biografia
Nancy Willard nasce il 26 giugno 1936 a Ann Arbor, nel Michigan dal professore di chimica Hobart Hurd e da Margaret Willard. Dopo un B.A. conseguito nel 1958 all'Università del Michigan, ottiene un M.A. all'Università di Stanford con una tesi sul folk medievale ed infine un dottorato di ricerca di nuovo all'Ateneo del Michigan. Sposatasi nel 1964 con Eric Lindbloom, l'anno successivo inizia ad insegnare al Vassar College e vi resta fino al 2012 tenendo anche corsi estivi alla Bread Loaf Writers' Conference.
Autrice molto prolifica, nel corso della sua carriera pubblica numerosi romanzi e racconti per l'infanzia oltre a raccolte di poesie e saggi ottenendo, tra i vari riconoscimenti, la Medaglia Newbery nel 1982 per A Visit to William Blake's Inn, prima opera in versi ad ottenere tale premio. Muore a 80 anni il 19 febbraio 2017 per un arresto circolatorio nella sua casa a Poughkeepsie, nello stato di New York.

## Opere tradotte in italiano
- Il treno di Noe ( Sailing to Cythera, 1974), Firenze, Salani, 1993 traduzione di Giancarlo Sammito, illustrazioni di David McPhail ISBN 88-7782-280-5.
- Re d'Erba (The island of the Grass King, 1979), Firenze, Salani, 1994 traduzione di Giancarlo Sammito, illustrazioni di David McPhail ISBN 88-7782-281-3.

## Premi e riconoscimenti
- Premio O. Henry: 1970 per Theo's Girl[6]
- National Endowment for the Arts: 1976 e 1987
- Lewis Carroll Shelf Award: 1977 per Il treno di Noe e 1979 per Re d'Erba
- Medaglia Newbery: 1982 per A Visit to William Blake's Inn
- Michigan Author Award: 1994